# Замок Монпупон
Замок Монпупон (фр. Château de Montpoupon) — замок у Франції, пам'ятка історії з 28 січня 1966 року.

## Розташування

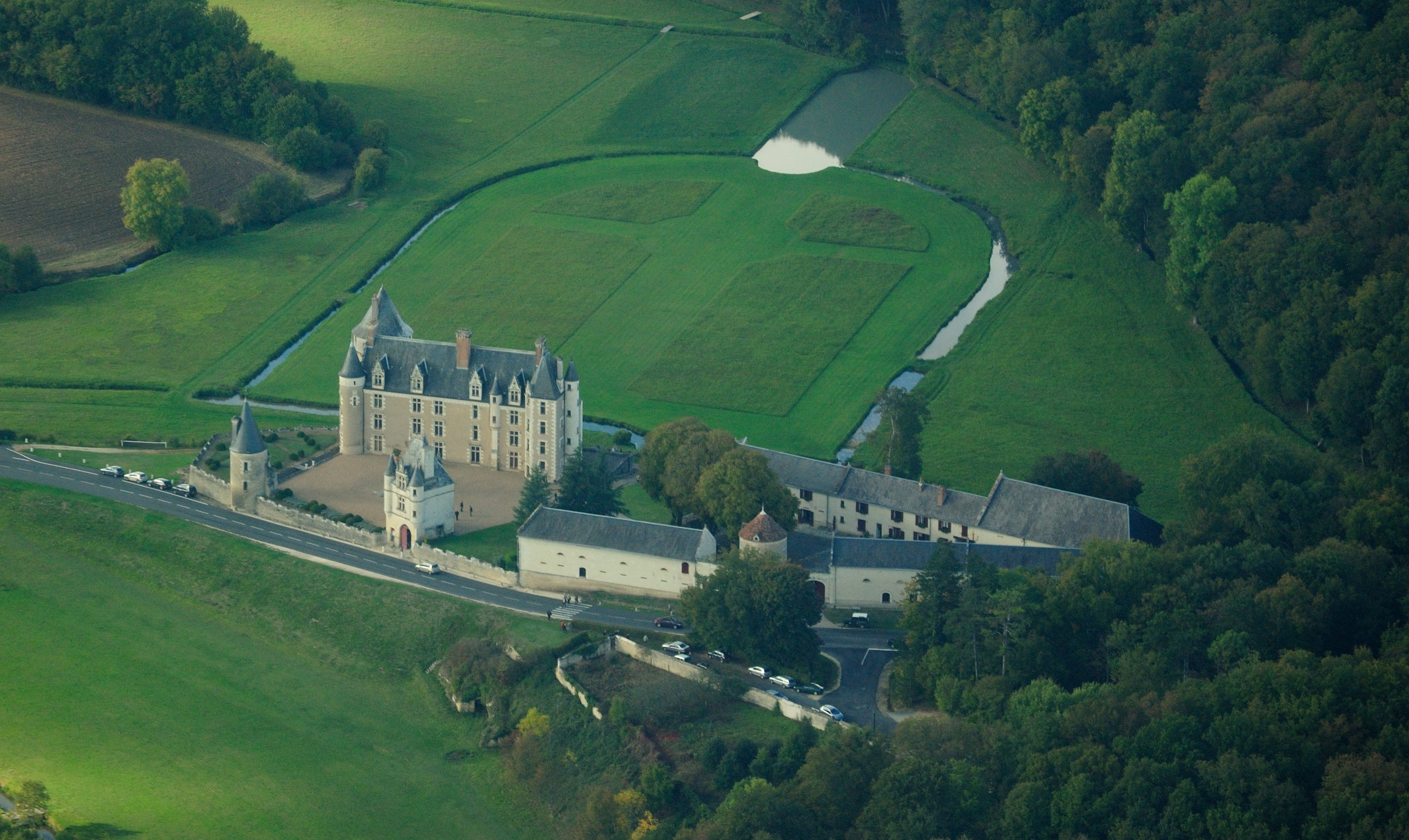

Замок Монпупон знаходиться у комуні Сере-ла-Ронд департаменту Ендр і Луара, на схід від міста Тур.

## Історія
Збудований Фулько Нерра, графом Анжуйським, відомий як «Чорний сокіл», у XI ст. після його повернення з першого хрестового походу у Святу Землю. Його значимість ще більше зросла після втрати графом Анжу замку Монрішар.

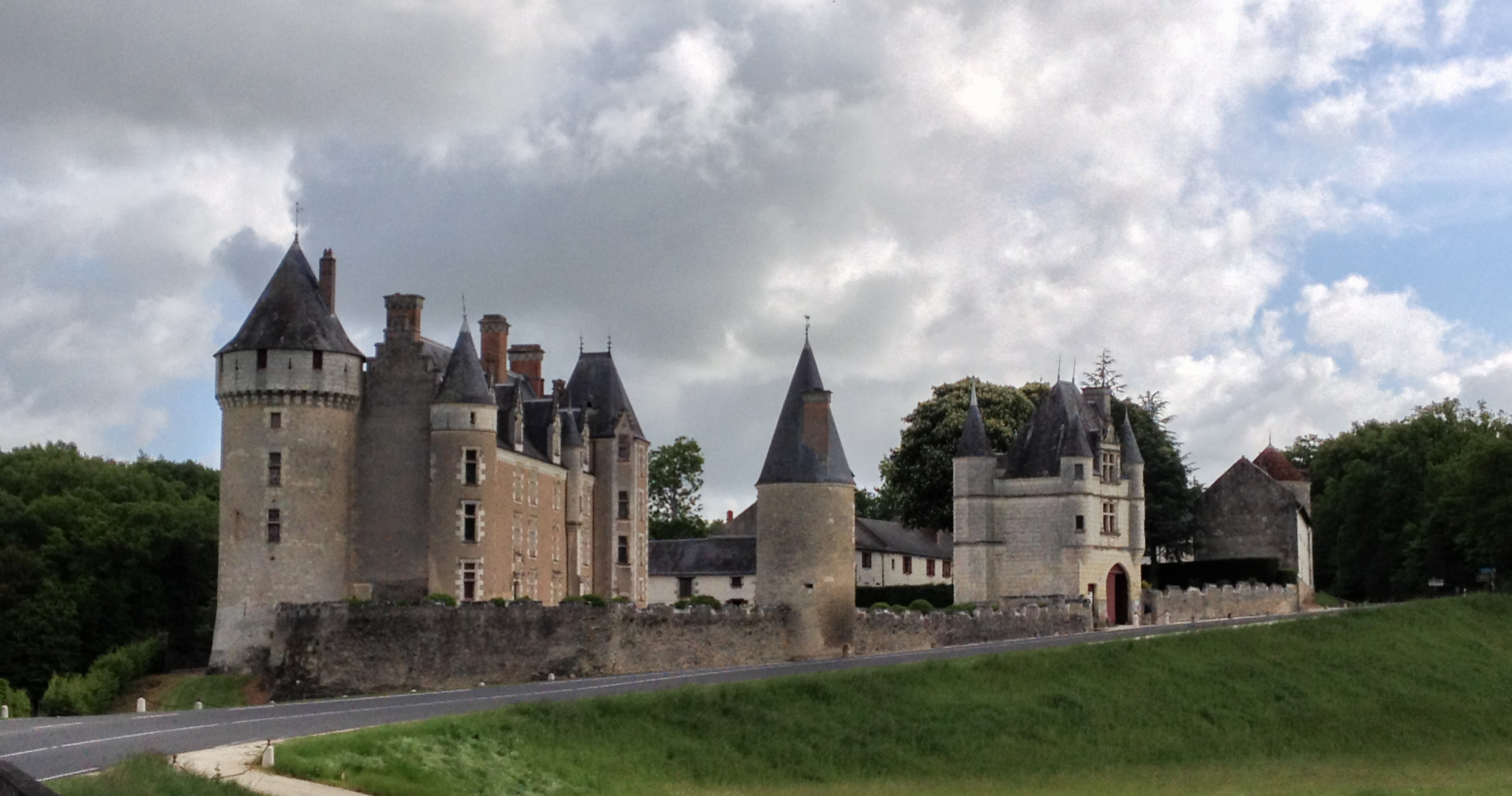

1151 року власником Турені та всієї південно-західної Франції, після шлюбу з Елеонорою Аквітанською, став майбутній англійський король Генріх II Плантагенет. Його васал Гюґо Д'Амбуаз, який керував замком Монпупон, вів нескінченні війни з прихильниками французького короля Людовика VII.

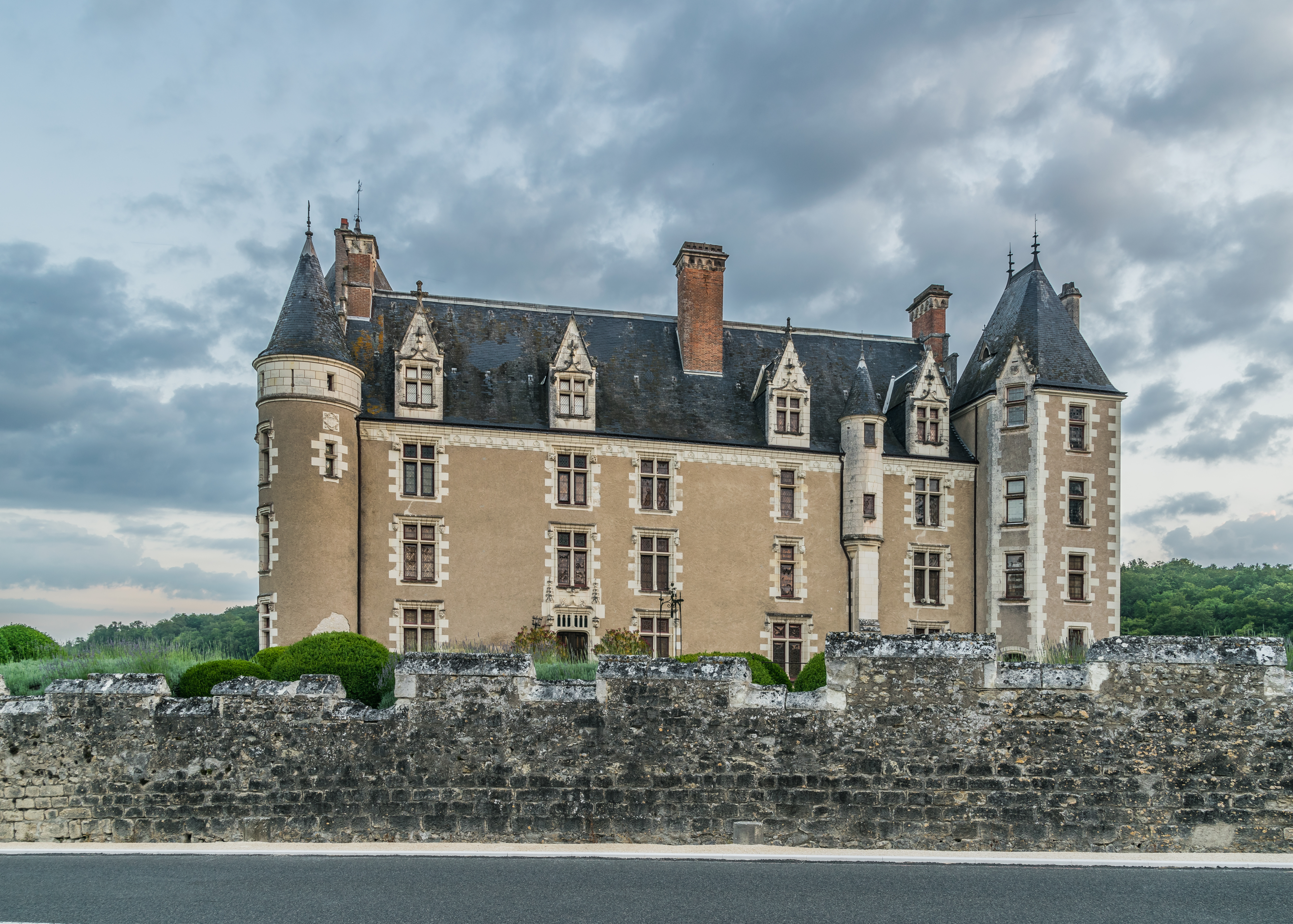

У 1205 році замок Монпупон був обложений французьким королем Філіпом Августом і після його падіння був приєднаний до його володінь. 
У 1328 році новим володарем замку стала родина де Пре. Під час Столітньої війни замок часто перебував у центрі боїв і до 1450 року багато його укріплення були сильно зруйновані.
У другій половині XV столітті при Антуані де Пре на місці старого замку були побудовані вежі в стилі італійського Відродження, перероблений північний фасад панського будинку, а в центрі його південного фасаду з'явилася невелика вежа. Будівництво замку тривало й при його молодшому братові, раднику Карла VII, Аймару де Пре на початку XVI століття.
У XVII столітті замок Монпупон поступово приходив в запустіння. У 1763 році маркіз де ла Ферт де Сенет не маючи можливості утримувати замок виставив його на продаж. Його покупцем став маркіз Ніколя де Трістан, який постійно мешкав у Орлеані, але багато зробив для відродження замку. Замок належав його спадкоємцям до 1836 року.
З XIX століття замком Монпупон володіла сім'ї де Фарвіль. У 1857 році замок купив Жан-Батіст де ла Мотт Сен-П'єр. Деякий час в середині століття його споруди використовувалися як сільськогосподарська ферма. Роботи з відродження замку були розпочаті Жаном-Батистом Сен-П'єр де ла Моттом, та були продовжені його сином Емілем. Під час реставрації були відновлені декоративні деталі фасаду й інтер'єр замку.
У роки Другої світової війни на території замку були розквартировані німецькі війська. Власнику замку Бертрану де ла Мотту Сен-П'єру перед початком окупації вдалося заховати найцінніші предмети інтер'єру замку і зберегти їх в недоторканності.
1971 року Соланж де ла Мотт Сен-П'єр відкрила замок Монпупон для відвідувань. Водночас при замку був створений музей коней.
З 1990 року управлінням замком займається граф Амар де Левенкур, племінник маркізи Соланж де ла Мотт Сен-П'єр. 
У 1995 році за ініціативи граф Левенкура в господарських будівлях маєтку був відкритий регіональний музей полювання. 
З 2009 року для туристів також став доступний парк, а з 2016 року в межах замку з'явилася можливість зупинитися на відпочинок у невелике готелі з 11 номерів.

## Світлини інтер'єру

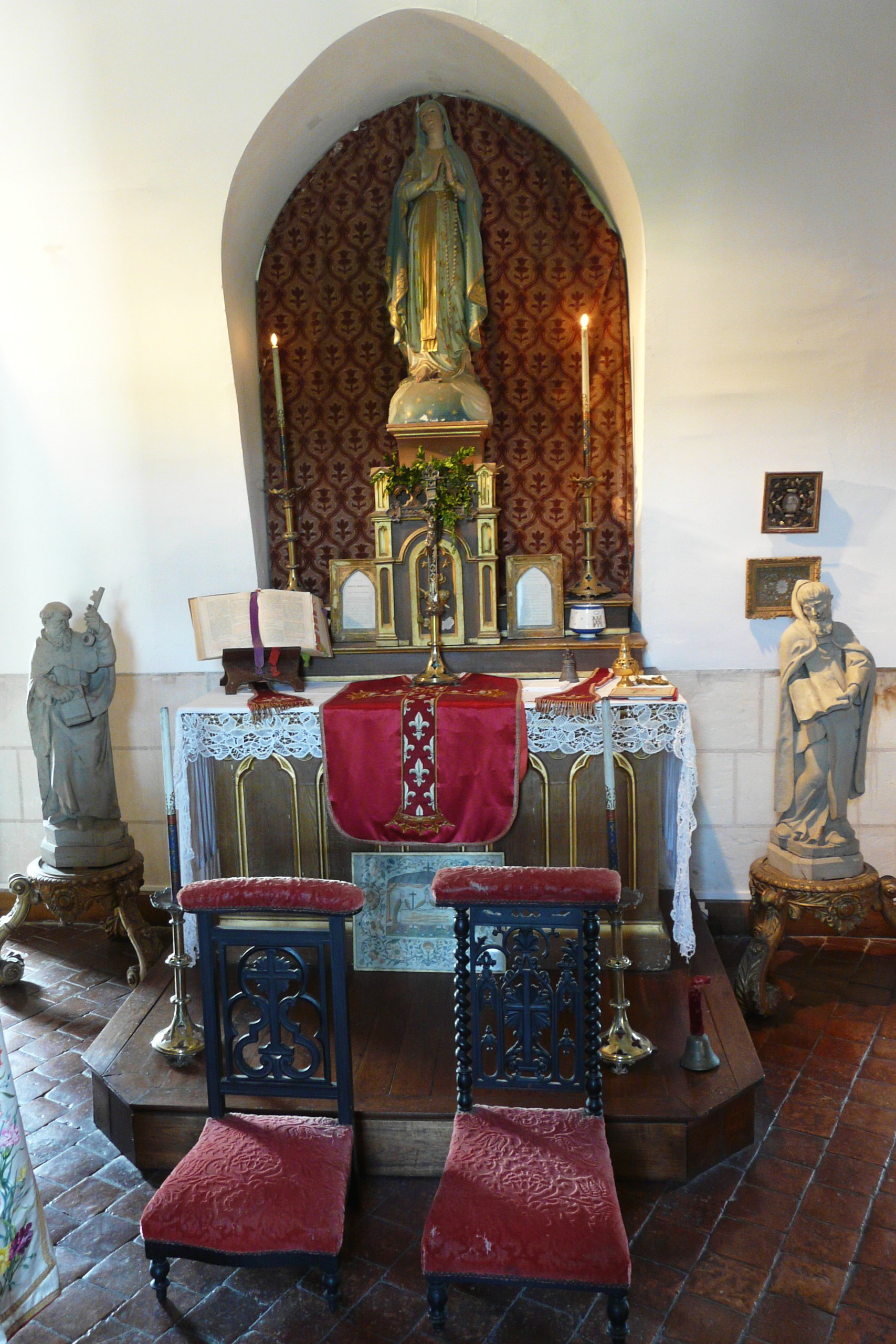
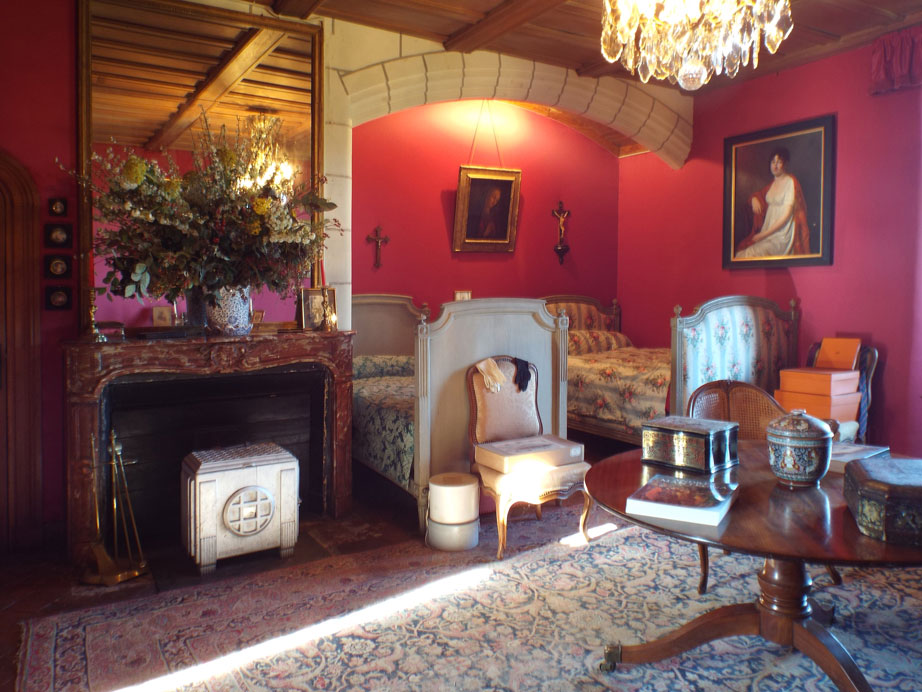
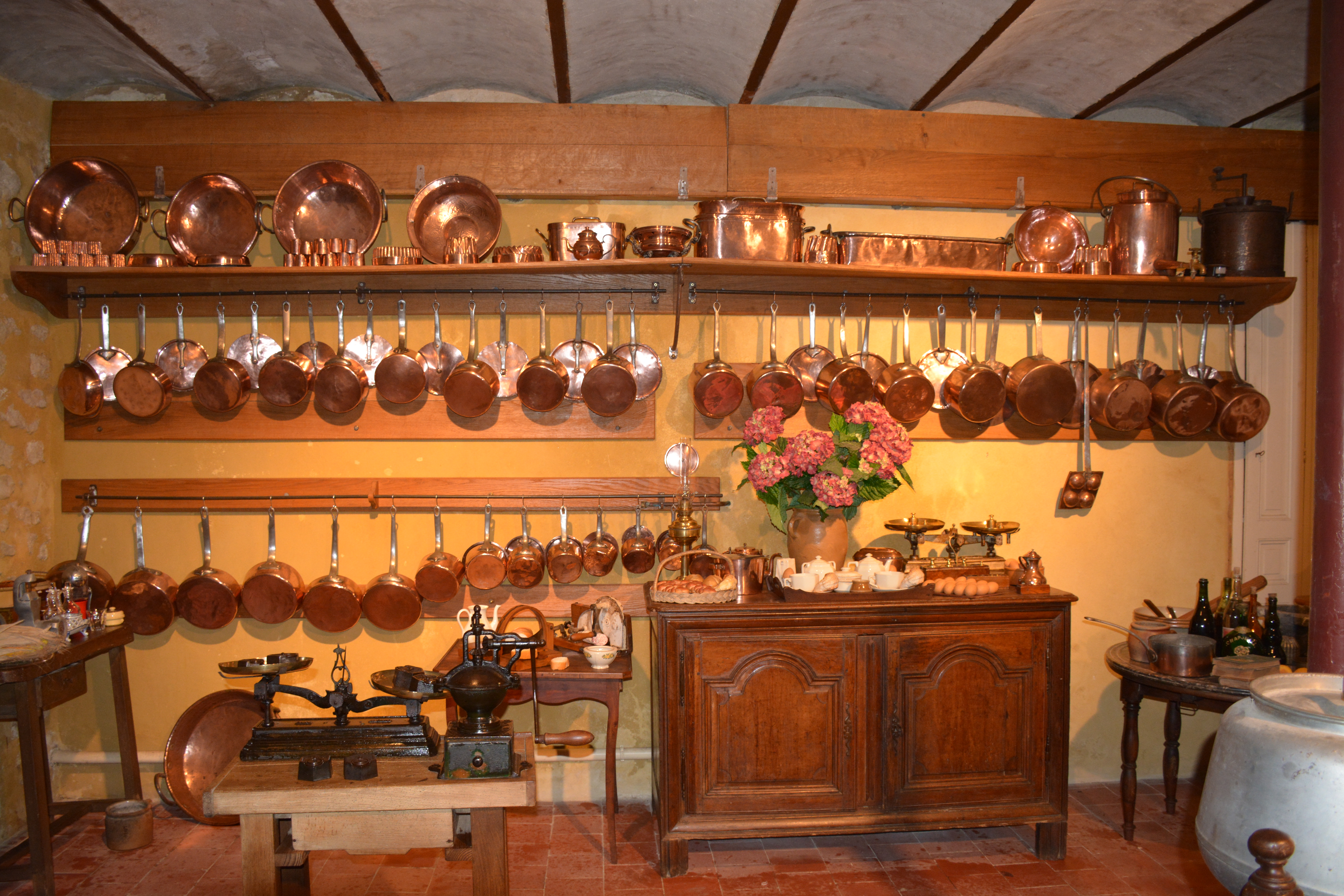
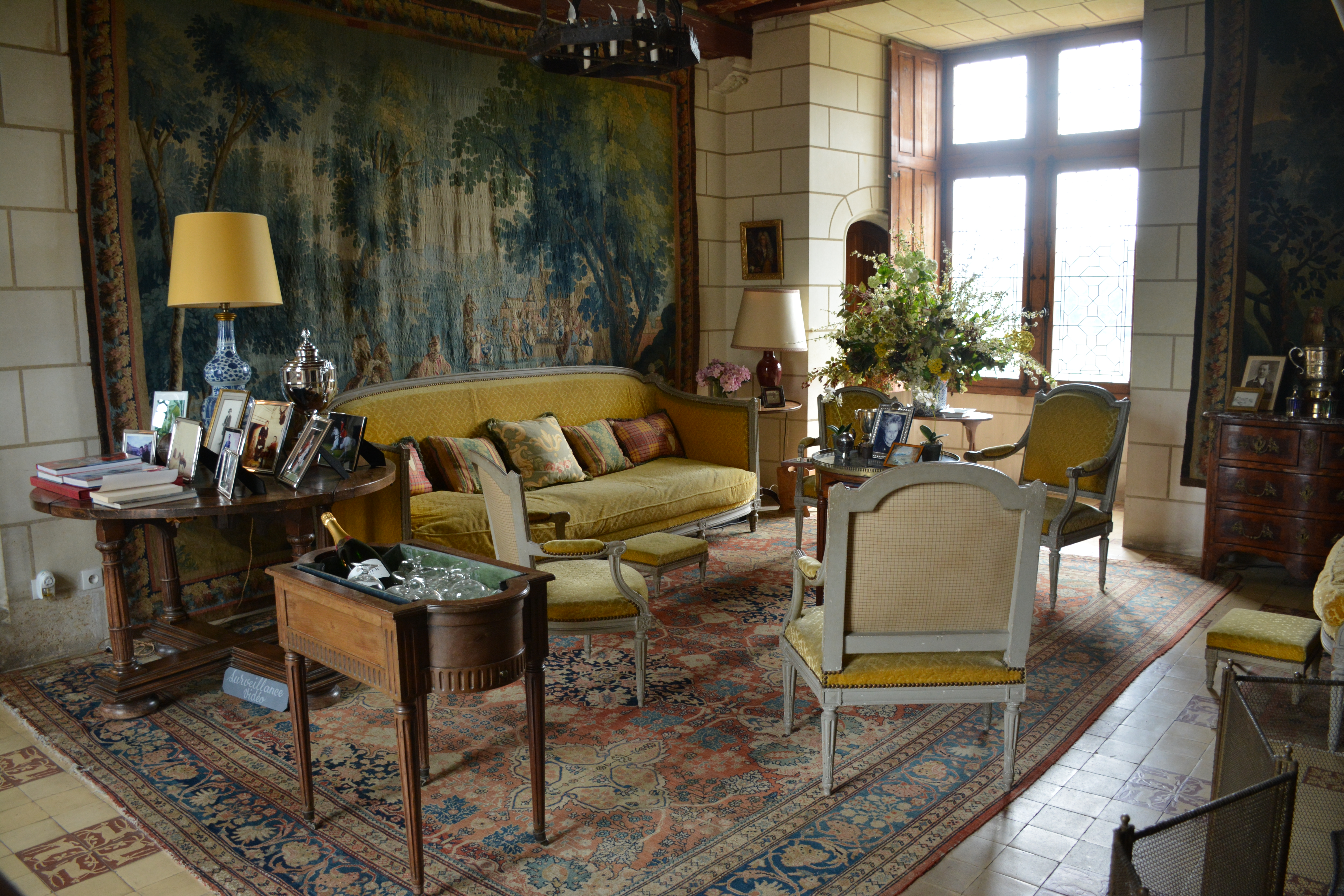
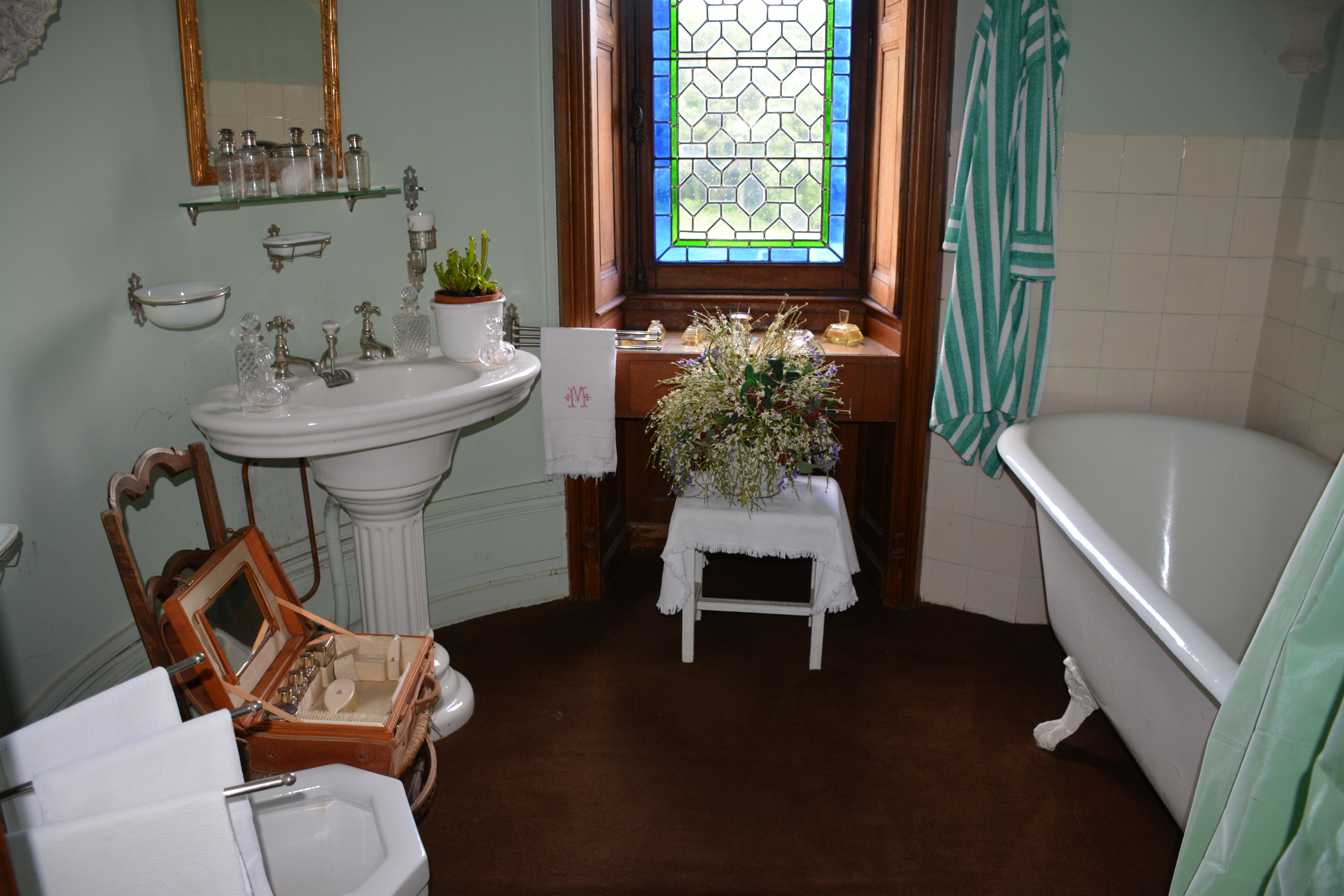
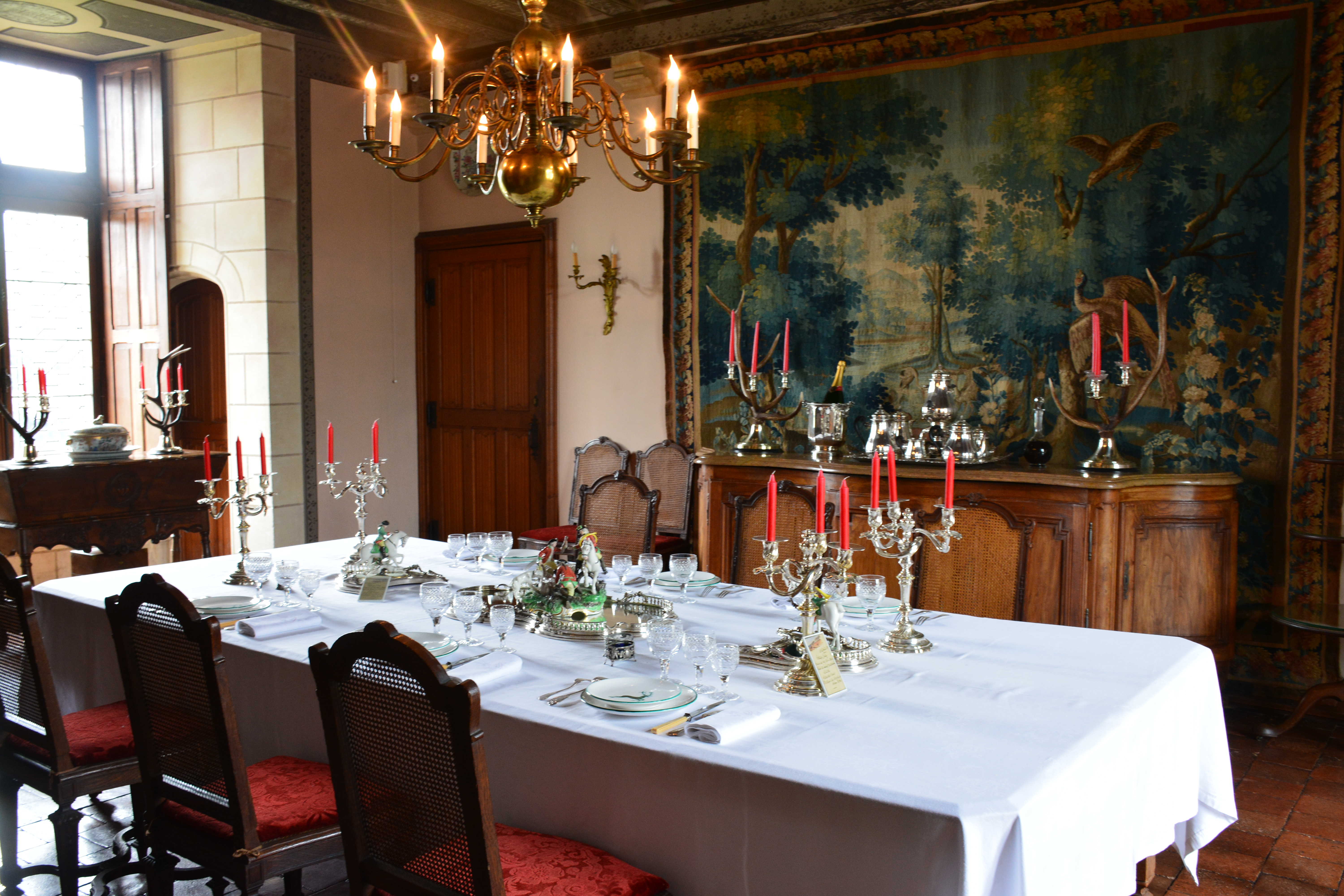
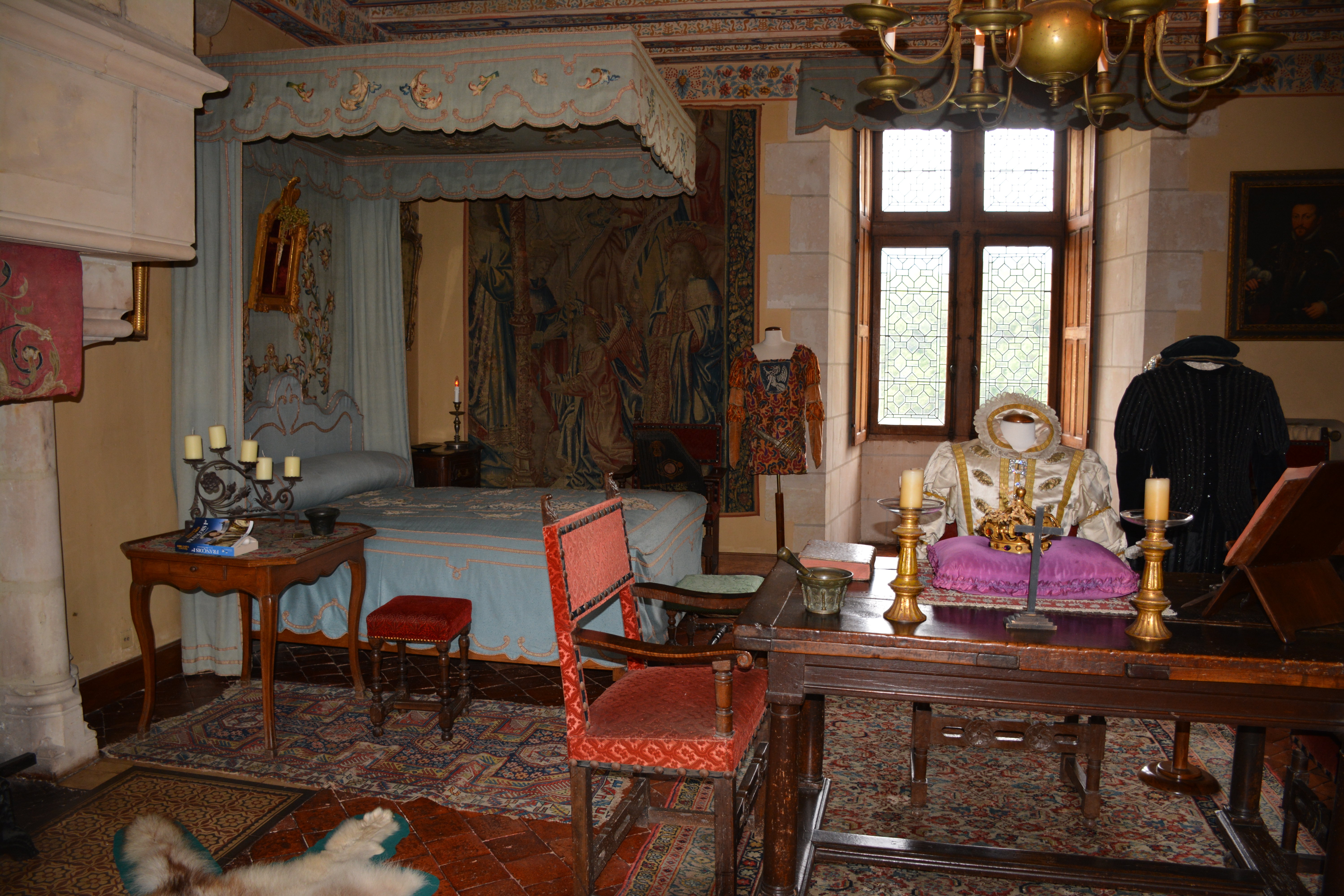